# Chazel (Québec)
Pour les articles homonymes, voir Chazel.
Chazel est une municipalité de la province de Québec (Canada), dans la municipalité régionale de comté d'Abitibi-Ouest de la région administrative Abitibi-Témiscamingue.

## Toponymie
Elle est nommée en l'honneur de Guillaume Chazel, militaire canadien décédé dans le naufrage du Chameau en 1725, parmi les victimes se trouvait Henri de Chazel, le nouvel intendant à Québec, Charles-Hector de Ramezay, fils de Claude de Ramezay et Louis de La Porte de Louvigné, gouverneur de Trois-Rivières.

## Histoire
- 1916 : Fondation du canton de Chazel.
- 19 février 1938 : Le canton de Chazel devient la municipalité de Saint-Janvier.
- Janvier 1991 : La municipalité de Saint-Janvier devient la municipalité de Chazel.

## Géographie
La municipalité est située au nord-est de La Sarre, entre Val-Saint-Gilles au nord et Macamic au sud.

## Démographie
| 1991 | 1996 | 2001 | 2006 | 2011 | 2016 | 2021 |
| ---- | ---- | ---- | ---- | ---- | ---- | ---- |
| 373  | 388  | 330  | 321  | 289  | 289  | 254  |

## Administration
Les élections municipales se font en bloc pour le maire et les six conseillers.
| Chazel Maires depuis 2001                                                                                            |                      |         |          |
| Élection | Maire Daniel Favreau | Qualité | Résultat |
| 2001 | Émilien Savard       |         | Voir     |
| 2005 | Denis Hince          |         | Voir     |
| 2009 | Daniel Favreau       |         | Voir     |
| 2013 | Daniel Favreau       | Voir    |          |
| 2017 | Daniel Favreau       | Voir    |          |
| 2021 | Marcel Roy           |         | Voir     |
| nov. 2022 | Daniel Favreau (2)   |         | Voir     |
| Élection partielle en italique Depuis 2005, les élections sont simultanées dans toutes les municipalités québécoises |                      |         |          |

## Publications historiques
- Saint-Janvier-de-Chazel – Histoire et généalogie et occupation du territoire, Société d’histoire et de généalogie de Val-d’Or, Gisèle Chamberland, 2004, 315 pages.